# Caius Valerius Triarius
Caius Valerius Triarius est un général romain du Ier siècle av. J.-C.

## Biographie
Lieutenant de Lucullus en Asie mineure, il est chargé de fortifier (70/69) l'île de Délos contre les pirates (Athénodôros) ; lors de la troisième guerre de Mithridate, il est chargé de la conduite de la guerre en l'absence de ce général, et se laisse battre en 67 av. J.-C..
Il est tué pendant la guerre civile, en combattant contre Jules César.

## Sources
- Marie-Nicolas Bouillet  et Alexis Chassang (dir.), « Triarius » dans Dictionnaire universel d’histoire et de géographie, 1878 (lire sur Wikisource)